# Hiroaki Sato
Hiroaki Sato (佐藤 弘明 Sato Hiroaki?,  5 de febrero de 1932 en Hyogo - 1 de enero de 1988) fue un futbolista japonés que se desempeñaba como centrocampista.
Sato jugó 15 veces para la selección de fútbol de Japón entre 1955 y 1959. Sato fue elegido para integrar la selección nacional de Japón para los Juegos Olímpicos de Verano de 1956.

## Trayectoria

### Clubes
| Club          | País  | Año         |
| ------------- | ----- | ----------- |
| Kwangaku Club | Japón | 1955 - ???? |

### Selección nacional
| Selección | País  | Año         |
| --------- | ----- | ----------- |
| Absoluta  | Japón | 1955 - 1959 |

## Estadística de equipo nacional
| Selección de Japón | Selección de Japón | Selección de Japón |
| Año                | Part.              | Goles              |
| ------------------ | ------------------ | ------------------ |
| 1955               | 5                  | 0                  |
| 1956               | 3                  | 0                  |
| 1957               | 0                  | 0                  |
| 1958               | 4                  | 0                  |
| 1959               | 3                  | 0                  |
| Total              | 15                 | 0                  |

## Palmarés

### Títulos nacionales
| Título             | Club          | País  | Año  |
| ------------------ | ------------- | ----- | ---- |
| Copa del Emperador | Kwangaku Club | Japón | 1953 |
| Copa del Emperador | Kwangaku Club | Japón | 1955 |
| Copa del Emperador | Kwangaku Club | Japón | 1958 |
| Copa del Emperador | Kwangaku Club | Japón | 1959 |